# Karpatiosorbus
Karpatiosorbus là một chi của các loài thực vật có hoa trong họ Hoa hồng, có nguồn gốc từ châu Âu.

## Các loài
Các loài được chấp nhận hiện tại:
- Karpatiosorbus acutiserrata (C.Németh) Sennikov & Kurtto
- Karpatiosorbus adamii (Kárpáti) Sennikov & Kurtto
- Karpatiosorbus adeana (N.Mey.) Sennikov & Kurtto
- Karpatiosorbus admonitor (M.Proctor) Sennikov & Kurtto
- Karpatiosorbus albensis (M.Lepší, Boublík, P.Lepší & Vít) Sennikov & Kurtto
- Karpatiosorbus alnifrons (Kovanda) Sennikov & Kurtto
- Karpatiosorbus amici-petri (Mikoláš) Sennikov & Kurtto
- Karpatiosorbus andreanszkyana (Kárpáti) Sennikov & Kurtto
- Karpatiosorbus badensis (Düll) Sennikov & Kurtto
- Karpatiosorbus bakonyensis (Jáv.) Sennikov & Kurtto
- Karpatiosorbus balatonica (Kárpáti) Sennikov & Kurtto
- Karpatiosorbus barabitsii (C.Németh) Sennikov & Kurtto
- Karpatiosorbus barrandienica (Vít, M.Lepší & P.Lepší) Sennikov & Kurtto
- Karpatiosorbus barthae (Kárpáti) Sennikov & Kurtto
- Karpatiosorbus bodajkensis (Barabits) Sennikov & Kurtto
- Karpatiosorbus bohemica (Kovanda) Sennikov & Kurtto
- Karpatiosorbus borosiana (Kárpáti) Sennikov & Kurtto
- Karpatiosorbus bristoliensis (Wilmott) Sennikov & Kurtto
- Karpatiosorbus cochleariformis (Meierott) Sennikov & Kurtto
- Karpatiosorbus concavifolia (C.Németh) Sennikov & Kurtto
- Karpatiosorbus cordigastensis (N.Mey.) Sennikov & Kurtto
- Karpatiosorbus croceocarpa (P.D.Sell) Sennikov & Kurtto
- Karpatiosorbus decipientiformis (Kárpáti) Sennikov & Kurtto
- Karpatiosorbus degenii (Jáv.) Sennikov & Kurtto
- Karpatiosorbus devoniensis (E.F.Warb.) Sennikov & Kurtto
- Karpatiosorbus dolomiticola (Mikoláš) Sennikov & Kurtto
- Karpatiosorbus dominii (Kárpáti) Sennikov & Kurtto
- Karpatiosorbus dracofolia (C.Németh) Sennikov & Kurtto
- Karpatiosorbus eugenii-kelleri (Kárpáti) Sennikov & Kurtto
- Karpatiosorbus eximia (Kovanda) Sennikov & Kurtto
- Karpatiosorbus eystettensis (N.Mey.) Sennikov & Kurtto
- Karpatiosorbus fischeri (N.Mey.) Sennikov & Kurtto
- Karpatiosorbus franconica (Bornm.) Sennikov & Kurtto
- Karpatiosorbus futakiana (Kárpáti) Sennikov & Kurtto
- Karpatiosorbus gayeriana (Kárpáti) Sennikov & Kurtto
- Karpatiosorbus gemella (Kovanda) Sennikov & Kurtto
- Karpatiosorbus gerecseensis (Boros & Kárpáti) Sennikov & Kurtto
- Karpatiosorbus haesitans (Meierott) Sennikov & Kurtto
- Karpatiosorbus herbipolitana (Meierott) Sennikov & Kurtto
- Karpatiosorbus holubyana (Kárpáti) Sennikov & Kurtto
- Karpatiosorbus hoppeana (N.Mey.) Sennikov & Kurtto
- Karpatiosorbus houstoniae (T.C.G.Rich) Sennikov & Kurtto
- Karpatiosorbus hybrida (Borkh.) Sennikov & Kurtto
- Karpatiosorbus joannis (Kárpáti) Sennikov & Kurtto
- Karpatiosorbus karpatii (Boros) Sennikov & Kurtto
- Karpatiosorbus klasterskyana (Kárpáti) Sennikov & Kurtto
- Karpatiosorbus kmetiana (Kárpáti) Sennikov & Kurtto
- Karpatiosorbus latifolia (Lam.) Sennikov & Kurtto
- Karpatiosorbus magocsyana (Kárpáti) Sennikov & Kurtto
- Karpatiosorbus meierottii (N.Mey.) Sennikov & Kurtto
- Karpatiosorbus mergenthaleriana (N.Mey.) Sennikov & Kurtto
- Karpatiosorbus meyeri (S.Hammel & Haynold) Sennikov & Kurtto
- Karpatiosorbus milensis (M.Lepší, Boublík, P.Lepší & Vít) Sennikov & Kurtto
- Karpatiosorbus omissa (Velebil) Sennikov & Kurtto
- Karpatiosorbus paxiana (Jáv.) Sennikov & Kurtto
- Karpatiosorbus pelsoensis (C.Németh) Sennikov & Kurtto
- Karpatiosorbus perlonga (Meierott) Sennikov & Kurtto
- Karpatiosorbus polgariana (C.Németh) Sennikov & Kurtto
- Karpatiosorbus portae-bohemicae (M.Lepší, Boublík, P.Lepší & Vít) Sennikov & Kurtto
- Karpatiosorbus pseudobakonyensis (Kárpáti) Sennikov & Kurtto
- Karpatiosorbus pseudolatifolia (Boros) Sennikov & Kurtto
- Karpatiosorbus pseudosemi-incisa (Boros) Sennikov & Kurtto
- Karpatiosorbus pseudovertesensis (Boros) Sennikov & Kurtto
- Karpatiosorbus puellarum (Meierott) Sennikov & Kurtto
- Karpatiosorbus ratisbonensis (N.Mey.) Sennikov & Kurtto
- Karpatiosorbus redliana (Kárpáti) Sennikov & Kurtto
- Karpatiosorbus remensis (Cornier) Sennikov & Kurtto
- Karpatiosorbus rhodanthera (Kovanda) Sennikov & Kurtto
- Karpatiosorbus rhombiformis (C.Németh) Sennikov & Kurtto
- Karpatiosorbus schnizleiniana (N.Mey.) Sennikov & Kurtto
- Karpatiosorbus schuwerkiorum (N.Mey.) Sennikov & Kurtto
- Karpatiosorbus sellii (T.C.G.Rich) Sennikov & Kurtto
- Karpatiosorbus semi-incisa (Borbás) Sennikov & Kurtto
- Karpatiosorbus seyboldiana (S.Hammel & Haynold) Sennikov & Kurtto
- Karpatiosorbus simonkaiana (Kárpáti) Sennikov & Kurtto
- Karpatiosorbus slovenica (Kovanda) Sennikov & Kurtto
- Karpatiosorbus subcuneata (Wilmott) Sennikov & Kurtto
- Karpatiosorbus tauricola (Zaik. ex Sennikov) Sennikov & Kurtto
- Karpatiosorbus tobani (C.Németh) Sennikov & Kurtto
- Karpatiosorbus udvardyana (Somlyay & Sennikov) Sennikov & Kurtto
- Karpatiosorbus vallerubusensis (C.Németh) Sennikov & Kurtto
- Karpatiosorbus vallusensis (C.Németh) Sennikov & Kurtto
- Karpatiosorbus vertesensis (Boros) Sennikov & Kurtto
- Karpatiosorbus veszpremensis (Barabits) Sennikov & Kurtto
- Karpatiosorbus zertovae (Kárpáti) Sennikov & Kurtto